# Monumento Nacional Cânion de Chelly
o Monumento Nacional Cânion de Chelly foi criado em 1 de abril de 1931 pelo presidente Herbert Hoover após aprovação do Conselho Tribal da Nação Navajo e do Congresso. Fica localizado no nordeste do Arizona, pertencente à Nação Navajo e é administrado em cooperação com o Serviço Nacional de Parques dos Estados Unidos. O parque preserva ruínas de antigas tribos indígenas que viveram na área, incluindo os antigos povos Pueblo (também chamados Anasazi) e Navajo, e ainda é o lar de cerca de quarenta famílias navajo. O monumento abrange 83 480 acres (339,3 km²) e engloba os solos e as bordas dos três principais cânions: de Chelly, del Muerto e do Monumento do Cânion (Monument Canyon). Estes cânions foram cortados pelos córregos com nascentes das montanhas Chuska logo a leste do monumento. Nenhuma região é controlada pelo governo.
Foi designado, em 25 de agosto de 1970, um distrito do Registro Nacional de Lugares Históricos. Em 2009, o Monumento Nacional Cânion de Chelly foi reconhecido como um dos monumentos nacionais mais visitados dos Estados Unidos.

## Etimologia
O nome chelly (ou Chelley) é uma contração espanhola do termo navajo Tséyiʼ, cujo significado é "cânion" (literalmente "dentro da rocha" < tsé "rocha" + -yiʼ "dentro da, dentro"). A pronúncia navaja é [tséɣiʔ], e a pronúncia espanhola de Chelly [deˈtʃeʎi]foi adaptada para o inglês e pronuncia-se como /dəˈʃeɪ/ də·shā′.

## Fato ocorrido
O Cânion de Chelly serviu durante muito tempo como lar ao povo Navajo antes de ser invadido por forças comandadas pelo futuro governador do Novo México, o tenente Antonio Narbona, em 1805. Em 1863, o coronel Kit Carson enviou tropas em ambas as extremidades do cânion para derrotar a população Navajo nativa. As ruínas resultaram à rendição dos Navajos e a retirada deles para o Bosque Redondo, no Novo México.

## Descrição
O Cânion de Chelly é integrante do Conselho Tribal da Nação Navajo. O parque é administrado por meio de uma parceria entre o Serviço Nacional de Parques e a Nação Navajo. Cerca de quarenta famílias navajo vivem no parque. O acesso ao solo do cânion é limitado, e os visitantes podem viajar nos cânions somente quando acompanhados por um guarda florestal ou com um guia Navajo autorizado. A única exceção a esta regra é a White House Ruin Trail.

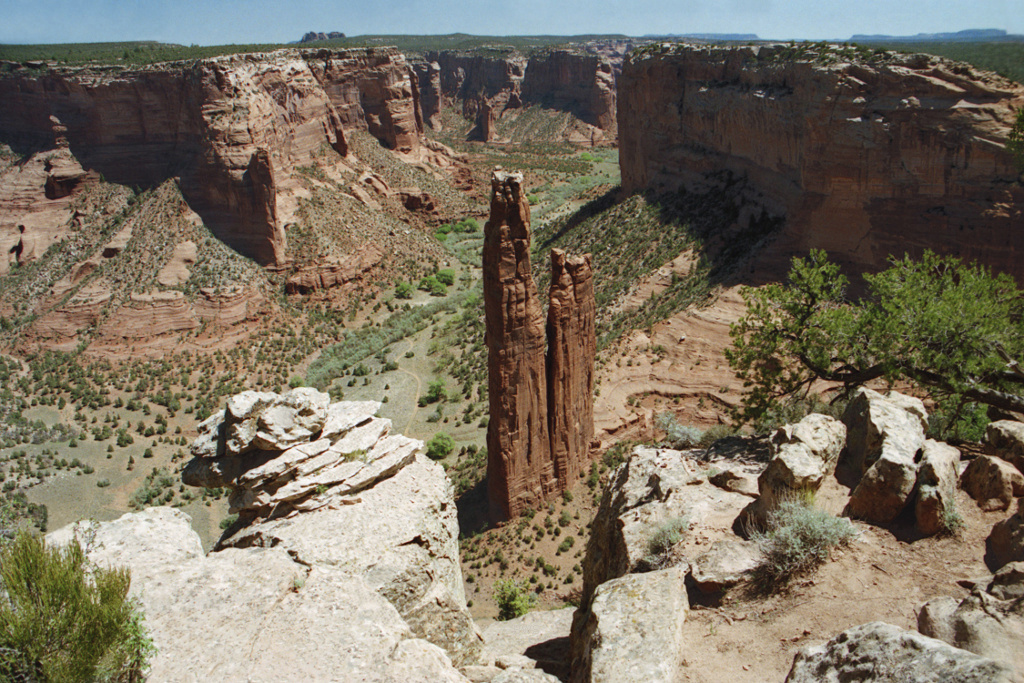
Rocha da Aranha, Cânion de Chelly

A característica geológica distinta do parque, Rocha da Aranha (Spider Rock, em inglês), é um pináculo de arenito que se eleva a 750 pés (229 metros) do solo do cânion na confluência do Cânion de Chelly e do Monumento do Cânion (Monument Canyon). A Rocha da Aranha pode ser vista a partir da direção da borda sul. Serviu de cenário para vários comerciais televisivos. Segundo a crença tradicional Navajo, o mais alto dos dois pináculos é o lar da Avó Aranha (Spider Grandmother).
A maioria dos visitantes do parque chega de automóvel e observa o Cânion de Chelly pela borda, seguindo em ambas direções pela borda norte e pela borda sul. Ruínas antigas e as estruturas geológicas são visíveis, mas à distância, dependendo de cada uma dessas rotas. Nas profundezas do parque fica a caverna Mummy (Mummy Cave) e possui estruturas que foram criadas em vários momentos da história. Companhias privadas pertencentes ao Navajo oferecem visitas ao solo do cânion a cavalo, caminhadas ou passeios de veículo com tração 4x4. As companhias podem ser contatadas diretamente por preços e por acordos. Não há ingresso para entrar no parque, além de eventuais encargos impostos pelas companhias de turismo.
As acomodações para os visitantes ficam localizadas nas imediações do cânion, na estrada que vai ao Chinle, que é a cidade mais próxima.

## Galeria

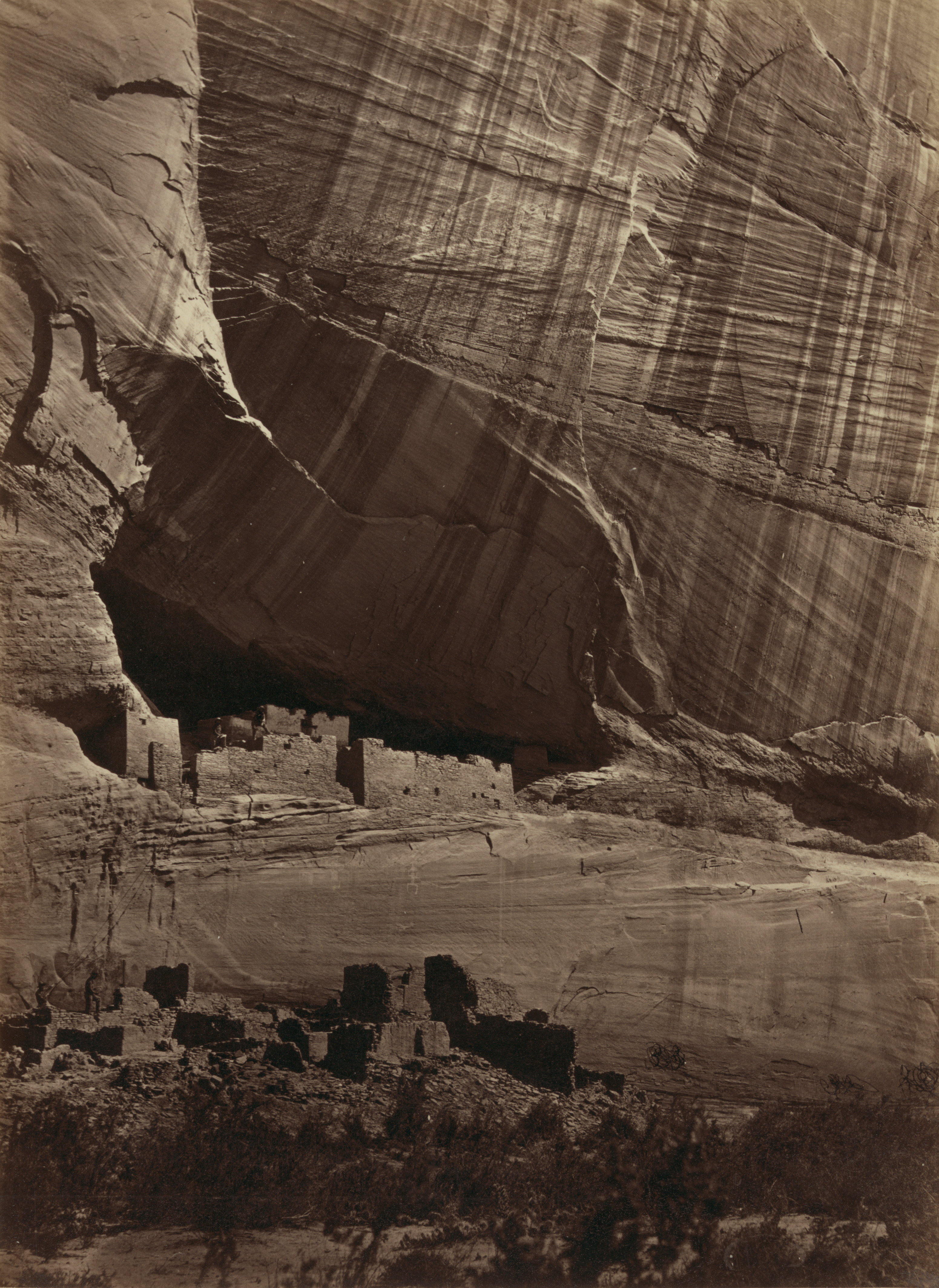
Ruína Casa Branca, 1873
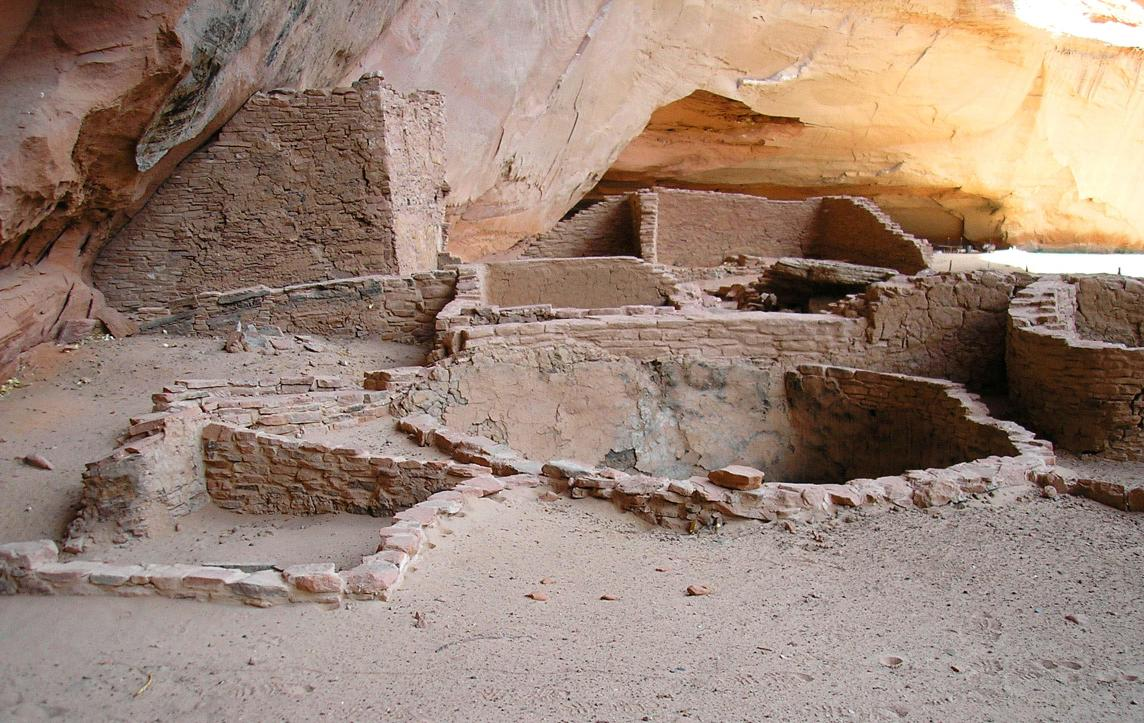
Ruína da Casa do Antílope
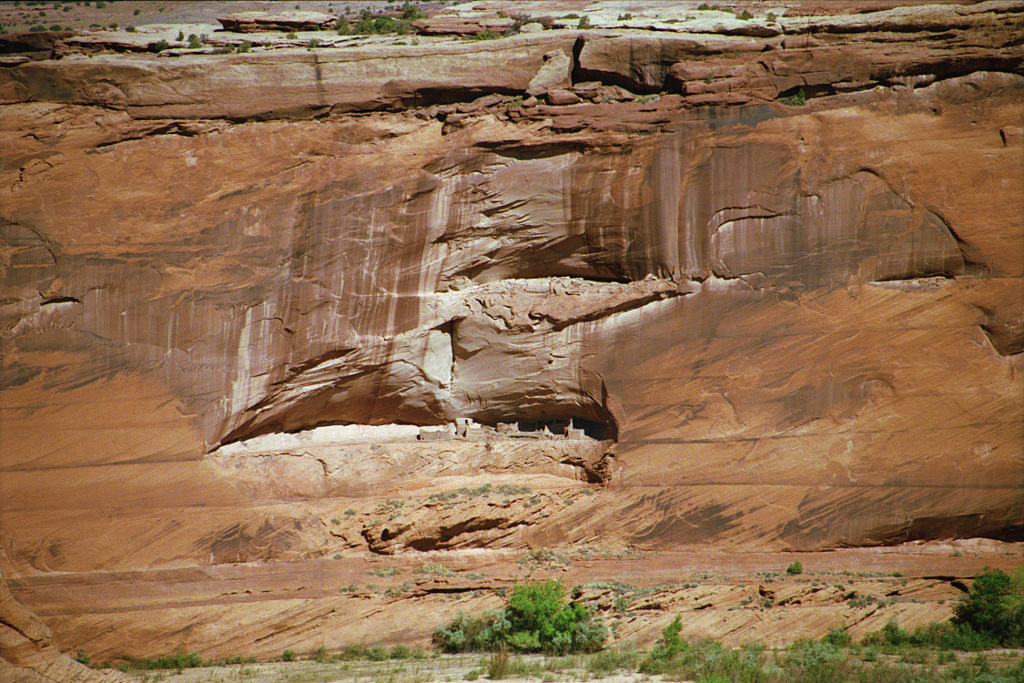
Primeira ruína
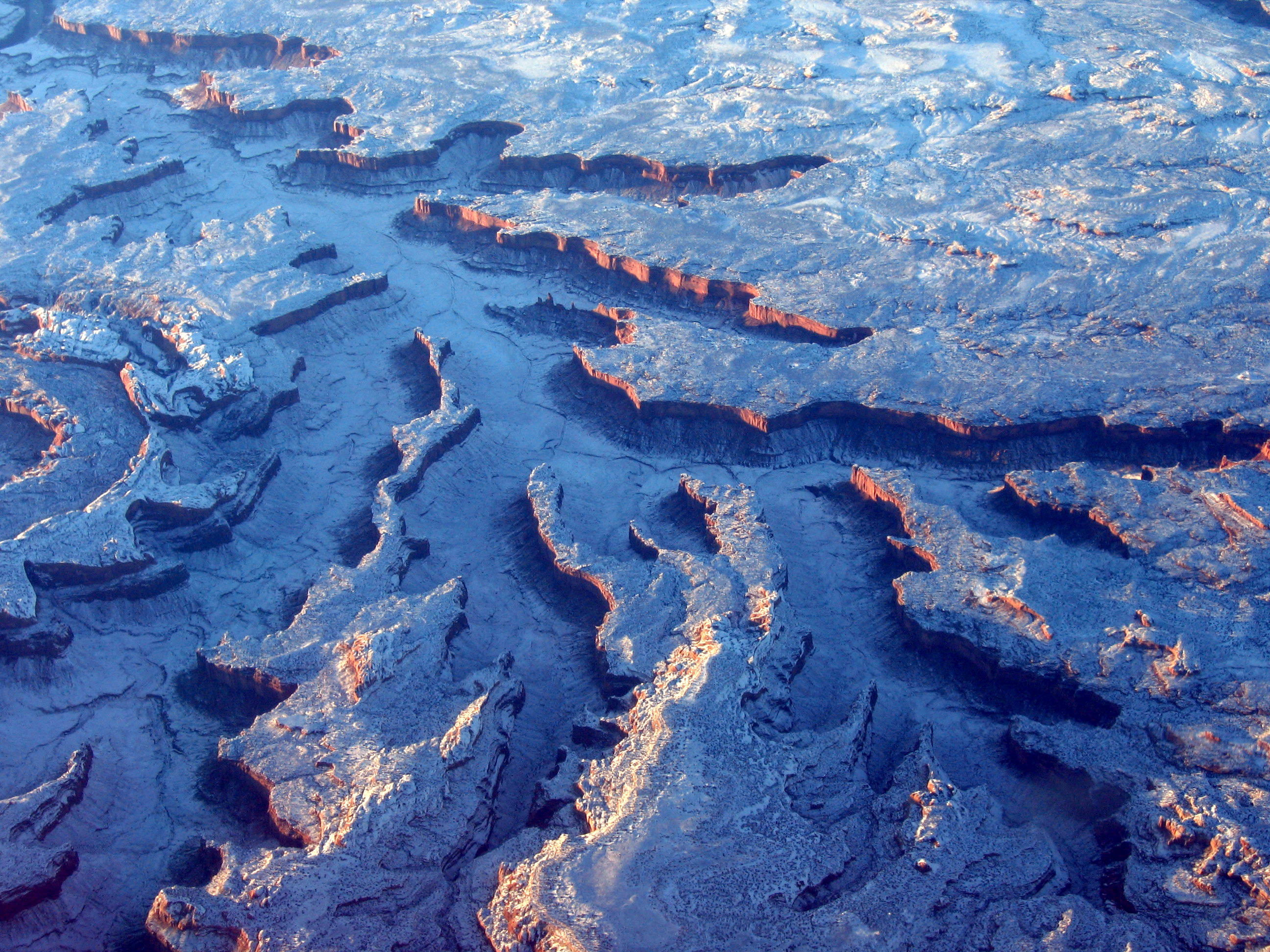
Vista aérea
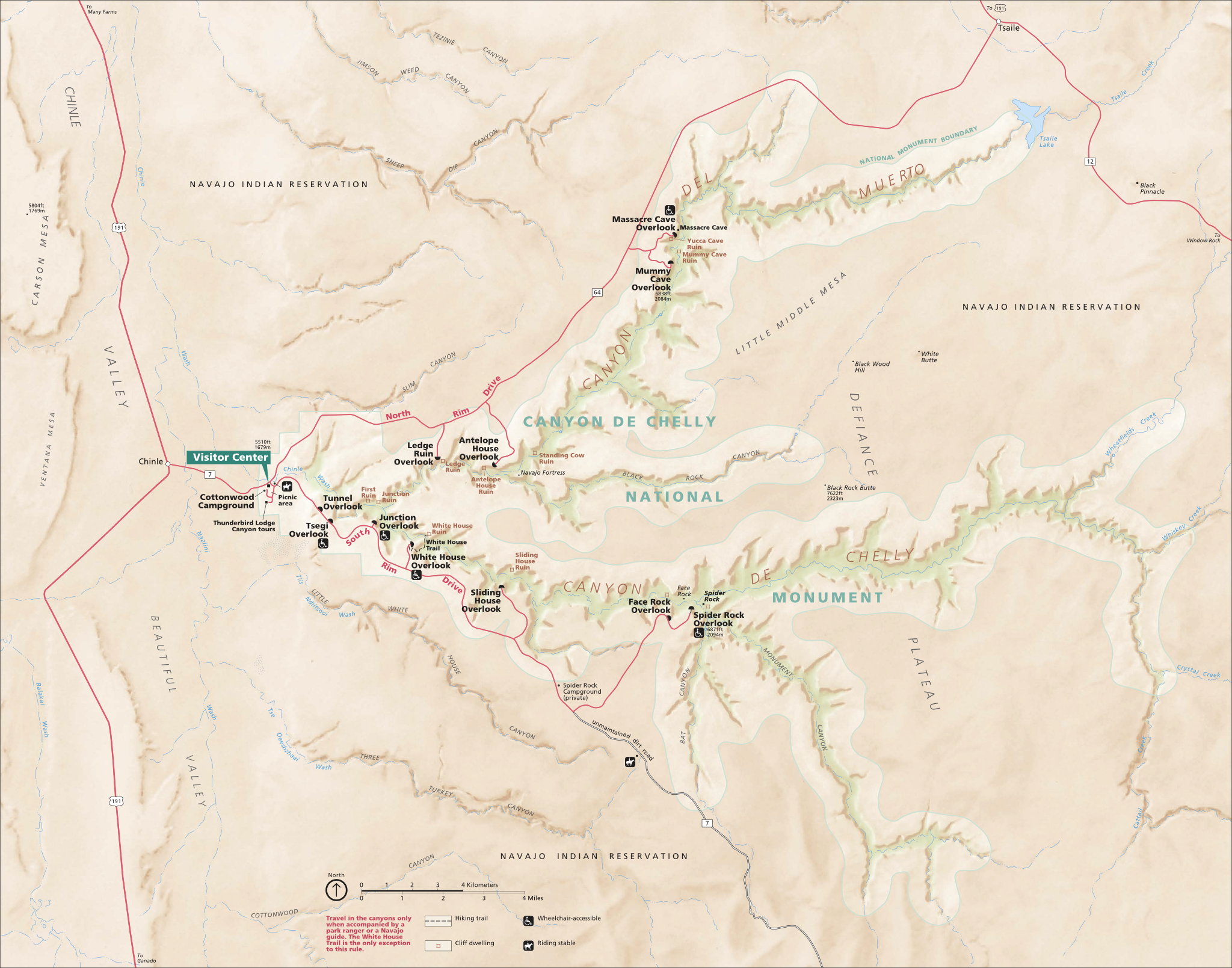
Mapa do parque